# Lwica
Lwica (hiszp. Leonera, ang. Lion's Den) – argentyńsko-brazylijsko-południowokoreański film dramatyczny z 2008 roku w reżyserii Pablo Trapero. Wyprodukowany przez Buena Vista International.
Premiera filmu miała miejsce 15 maja 2008 roku podczas 61. Międzynarodowego Festiwalu Filmowego w Cannes. Dwa tygodnie później premiera filmu odbyła się 29 maja 2008 roku, a w Polsce 12 czerwca 2009 roku.
Film był nominowany do nagrody Oscara w kategorii na najlepszy film nieanglojęzyczny.

## Opis fabuły
Julia (Martina Gusmán) budzi się w swoim mieszkaniu i odkrywa, że na podłodze leżą ciała Ramiro (Rodrigo Santoro) i Nahuela. Jeden nie żyje, drugi jest ciężko ranny. Nie rozumie, co się stało. Obaj byli jej kochankami. Jest sama, przerażona i w ciąży. Zostaje oskarżona o morderstwo. Trafia do więzienia dla matek i ciężarnych kobiet. Kiedy rodzi Tomasa (Tomás Plotinsky), w jej życiu pojawia się niespodziewanie matka. Jednak tylko po to, by odebrać córce dziecko.
Pewnego dnia Julia z synem odwiedzają, przebywającego w więzieniu dla mężczyzn, Ramiro. Jego zeznania mogą mieć decydujący wpływ na sprawę, jednak on przede wszystkim chce ratować siebie. Wydarzenia tamtej nocy pozostają niejasne, tak samo, jak ich wzajemne uczucia. Julia staje przed dylematem – czy Tomas powinien być z nią w więzieniu, czy żyć na wolności z babcią.

## Obsada
- Martina Gusmán jako Julia
- Elli Medeiros jako Sofia
- Rodrigo Santoro jako Ramiro
- Laura García jako Marta
- Tomás Plotinsky jako Tomás
- Leonardo Sauma jako Ugo Casman

i inni